# Germán Guiffrey
Germán Leonel Guiffrey (Concordia, Argentina; 31 de diciembre de 1997) es un futbolista argentino. Juega de defensa central y su equipo actual es Audax Italiano de la Primera División de Chile.

## Trayectoria
Guiffrey realizó sus inferiores en el Club Salto Grande de su natal Concordia, luego en Newell's Old Boys y finalmente en Gimnasia y Esgrima (La Plata), este último club lo promovió al primer equipo en la temporada 2018-19.
Debutó en Gimnasia en julio de 2018 ante Sportivo Belgrano por la Copa Argentina. Su debut en la Primera División de Argentina llegó el 27 de octubre de ese año ante Boca Juniors, fue victoria por 2-1.
En agosto de 2021 renovó su contrato con el club hasta 2023.
En agosto de 2022, Guiffrey fue sometido a una operación tras una grave lesión en el hombro.
El 8 de enero de 2024, tras despedirse en silencio de Gimnasia y Esgrima, es anunciado como nuevo jugador de Audax Italiano de la Primera División de Chile.

## Estadísticas
Actualizado al último partido disputado el 10 de mayo de 2025.
| Club                        | Div.          | Temporada     | Liga  | Liga  | Copas nacionales | Copas nacionales | Copas internacionales | Copas internacionales | Total | Total |
| Club                        | Div.          | Temporada     | Part. | Goles | Part.            | Goles            | Part.                 | Goles                 | Part. | Goles |
| --------------------------- | ------------- | ------------- | ----- | ----- | ---------------- | ---------------- | --------------------- | --------------------- | ----- | ----- |
| Gimnasia La Plata Argentina | 1.ª           | 2018-19       | 7     | 0     | 4                | 0                | —                     | —                     | 11    | 0     |
| Gimnasia La Plata Argentina | 1.ª           | 2019-20       | 9     | 0     | 6                | 0                | —                     | —                     | 15    | 0     |
| Gimnasia La Plata Argentina | 1.ª           | 2020-21       | 5     | 0     | 1                | 0                | —                     | —                     | 6     | 0     |
| Gimnasia La Plata Argentina | 1.ª           | 2021          | 14    | 1     | 12               | 1                | —                     | —                     | 26    | 2     |
| Gimnasia La Plata Argentina | 1.ª           | 2022          | 8     | 0     | 8                | 0                | —                     | —                     | 16    | 0     |
| Gimnasia La Plata Argentina | 1.ª           | 2023          | 1     | 0     | 8                | 0                | —                     | —                     | 9     | 0     |
| Gimnasia La Plata Argentina | Total club    | Total club    | 44    | 1     | 31               | 1                | 0                     | 0                     | 83    | 2     |
| Audax Italiano · Chile      | 1.ª           | 2024          | 22    | 0     | 3                | 0                | —                     | —                     | 25    | 0     |
| Audax Italiano · Chile      | 1.ª           | 2025          | 10    | 1     | 4                | 1                | —                     | —                     | 14    | 2     |
| Audax Italiano · Chile      | Total club    | Total club    | 32    | 1     | 7                | 1                | 0                     | 0                     | 39    | 2     |
| Total carrera               | Total carrera | Total carrera | 76    | 2     | 38               | 2                | 0                     | 0                     | 122   | 4     |